# Avoca (Victoria)
Pour les articles homonymes, voir Avoca.
Avoca est un village de l'État de Victoria, en Australie. Sa population s'élevait à 951 habitants en 2006.

## Géographie
Avoca est situé dans les « Central Highlands », à 62 km (71 km par la route) au nord-ouest de Ballarat, sur la rivière Avoca. C'est l'un des deux principaux villages du comté des Pyrenees, le deuxième étant Beaufort, plus au sud.

## Histoire
L'explorateur et géomètre Thomas Mitchell fut le premier Européen connu à avoir voyagé dans la région. Il trouva le climat agréable et la région plus arrosée que le reste de l'intérieur de la Nouvelle-Galles du Sud. Aussi encouragea-t-il les colons à venir s'y installer, de sorte qu'en 1850, il y avait plusieurs fermes d'élevage de moutons implantées dans la région.
En 1851, le berger James Esmond trouva de l'or à Clunes, à une quarantaine de kilomètres d'Avoca. Cette découverte attira un grand nombre de chercheurs d'or dans la région. En 1853, on découvrit de l'or à « Four Mile Flat », tout près d'Avoca, et quelques mois plus tard à Avoca même. Au début de décembre 1853, la population était passée de 100 à 2 200 habitants, puis en juin 1854 à 16 000. Avoca était alors une des villes les plus peuplées à l'époque de la ruée vers l'or.
Avec la fin de l'exploitation de l'or, la ville se reconvertit dans l'agriculture. Au début du XXIe siècle, l'économie d'Avoca repose sur la culture de la vigne et le tourisme.